# Semecarpus impressicostatus
Semecarpus impressicostatus är en sumakväxtart som beskrevs av K.M. Kochummen. Semecarpus impressicostatus ingår i släktet Semecarpus och familjen sumakväxter. Inga underarter finns listade i Catalogue of Life.